# عجوقة بونينسيمية
عجوقة بونينسيمية (الاسم العلمي: Ajuga boninsimae) هي نوع نباتي يتبع جنس العجوقة من فصيلة الشفوية.